# 西播磨
西播磨（にしはりま）は、兵庫県の播磨地方西部または西播磨県民局が管轄する地域。西播（せいばん）。範囲として旧揖保郡（姫路市域を除く）・旧赤穂郡・旧佐用郡・旧宍粟郡（姫路市域を除く）に相当する。また、衆議院の小選挙区は全域が「兵庫県第12区」となる。

## 属する自治体
- 相生市
- 赤穂市
- たつの市
- 宍粟市
- 揖保郡太子町
- 赤穂郡上郡町
- 佐用郡佐用町

## 市町村データ
| 都市名   | 人口    | 面積     | 人口密度 |
| -------- | ------- | -------- | -------- |
| 相生市   | 26,474  | 90.40    | 292.85   |
| 赤穂市   | 43,162  | 126.85   | 340.26   |
| たつの市 | 70,810  | 210.87   | 335.8    |
| 宍粟市   | 31,663  | 658.54   | 48.08    |
| 太子町   | 32,839  | 22.61    | 1,452.41 |
| 上郡町   | 12,797  | 150.26   | 85.17    |
| 佐用町   | 14,207  | 307.44   | 46.21    |
| 合計     | 231,952 | 1,566.97 | 148.03   |

※人口は2025年2月1日現在、面積は2011年10月1日現在。